# Joseph-François de Rémerville
Joseph-François de Rémerville (1653-1730), sieur de Saint-Quentin, est un historien, poète et polémiste provençal. Sa famille est venue de Lorraine à la suite du roi René et s'installe à Apt en 1484.

## Biographie
Fils de François-Antoine de Rémerville (1599-1687) et d'Isabeau de Mazargues, il naît à Saignon le 4 avril 1653[réf. nécessaire] dans le château familial de Saint-Quentin.

### Militaire et ami de laGrande Précieuse
Tout jeune, il se laisse tenter par la carrière des armes et décide de monter à Paris. Là, il fréquente assidûment le salon de Madeleine de Scudéry, la Grande Précieuse dont la famille était originaire d'Apt.

### L'historien du pays d'Apt
Retourné à la vie civile, ce fin lettré et éminent latiniste devient l'historien d'Apt. Dans sa tour d'ivoire de Saint-Quentin, il rédige son Livre de Raison, véritable chronique de la vie aptésienne sous Louis XIV, son Histoire ecclésiastique de la ville d'Apt, qu'il complète avec son Histoire chronologique des évêques et généalogique des maisons nobles de la ville d'Apt. Il écrit ensuite son Histoire de la ville d'Apt, contenant tout ce qui s'est passé de mémorable dans son état politique depuis sa fondation jusqu'à Louis XIV tout en faisant les copies, traduction et commentaires du Cartulaire de l'Église d’Apt.
L'importance et l'intérêt de ses travaux lui valurent le surnom d'Hérodote aptésien.

### Le Carrousel, ancêtre du Corso d'Apt
Le Carrousel qu'il organise lors du Dimanche Gras de Carnaval de 1697 se termine le troisième jour par une Cavalcade. Pendant deux jours, il fit défiler, jouter et combattre trois quadrilles de douze cavaliers. Chaque acte du Carrousel était annoncé par des héraults et jugé par deux reines, Mesdames d'Auribeau et de Buoux.

### Ses mariages
Il convole par deux fois. Sa première épouse Marguerite d'Anjou, fille de Melchion et de Marie de Laurens, de Pertuis, mariée par contrat du 27 octobre 1680, décède rapidement. Il se remarie, par contrat daté du 4 octobre 1682, avec Jeanne-Bernardine de Thomas-Gignac, fille de Melchior et d'Anne de Pellissier. Le couple aura onze enfants, cinq fils et six filles, dont huit survécurent.

### Sa descendance
Il meurt à Apt en juillet 1730 et, à sa demande, est inhumé dans l'église du couvent des cordeliers. Sa petite-nièce Marie-Dorothée  de Rousset (1744-1784), dite Milli, fut l'ambiguë amie du Marquis de Sade et de son épouse Renée-Pélagie.

## Œuvres
- Livre de Raison,
- Histoire ecclésiastique de la ville d'Apt, Bibliothèque d'Avignon, mss. no 1870.
- Histoire chronologique des évêques et généalogique des maisons nobles de la ville d'Apt, Bibliothèque Inguimbertine de Carpentras, mss. no 1670, f° 39 à 115.
- Histoire de la ville d'Apt, Bibliothèque Inguimbertine (mss. no 552, 553 et 1046) et Médiathèque Ceccano d'Avignon (mss. no 1778 et 1779).
- Cartulaire de l'Église d’Apt copie et annotations, Bibliothèque Inguimbertine de Carpentras (cote 553, 2 166, no 1654 et 1655)
- Collectanæ variorum diplomatum ecclesiæ Aptensis nobis illustrata, copie de Cartulaire en cinq volumes, avec notes et commentaires, Bibliothèque municipale d’Apt (no 1)
- Histoire de la ville d'Apt contenant tout ce qu'il s'y est passé de plus mémorable dans son estat politique despuis sa fondation jusqu'au règne de Louis le Grand, roy de France, comte de Provence, l'histoire chronologique des évesques qui ont gouverné l'Eglise et la généalogie des maisons nobles de la mesme ville tant des familles éteintes que celles qui subsistent encore a presant, Bibliothèque Mazarine, huit livres manuscrits, reliés en quatre volumes, (mss.3442-3445)[N 6].